# Gaffeltruck
En gaffeltruck er et motorredskab til at løfte, stable og transportere gods. Der findes tre typer: kontratruck, rækketruck (støttebenstruck) og gaffelstabler.
En gaffeltruck kan være diesel-, benzin-, el- eller gas-drevet. De mindre er gerne elektriske, medens de større som regel er diesel- benzin- eller gas-drevne.

## Truck typer

### Kontratruck
Navnet kommer af opbygningen. Der er meget store syrebatterier, motor eller en støbt vægt, der fungerer som kontravægt mod godsets vægt.  

### Gaffelstabler
Gaffelstabler er uden sæde og førerhus, blot med ofte ståplade og sideværn. En af fordelene ved en gaffelstabler er, at de er billige at anskaffe i forhold til en kontratruck, og opbygning med støtteben under godset gør, at godsets tyngdepunkt er placeret over understøtningsfladen. Det gør den i stand til at løfte meget i forhold til sin egen vægt, set i forhold til kontratruck. Men støttebenene kan være i vejen ved fx på lastning af lastbil, ved dækket eller på rampe, ligesom der kan være en mere dårligere sidestabilitet.

### Rækketruck
Som navnet antyder, er den specielt beregnet til at køre i smalle reolgange med. Den sidder man sidelæns i. De traditionelle gaffeltrucks findes i mange størrelser – fra de små, der lige kan tage en palle øl, til store trucks, der kan klare en 40-fods ISO-container. Desuden ses en del såkaldte medbringertrucks, der kan monteres bag på en lastbil, når de ikke bruges. De tages med rundt til lagre eller byggepladser, hvor der ikke altid er en truck, man kan låne til aflæsning.
Desuden fås der mange typer ekstraudstyr, der kan monteres på eller i stedet for gaflerne, bl.a. tæppespyd, klemmegafler, sneskraber, skovl eller løfteåg.

## Mastetyper

### Monomast
Monomasten kaldes også enkeltmast. Den er velegnet ved fx lavt til loftet.

### Teleskopmast
Fast ydermast med en eller flere forskydelige indermast(er). Den er velegnet for dens fleksibel løftehøjde. Fås enten som model uden friløft, begrænset friløft samt fuldt friløft.

## Gaffeltruckførercertifikat i Danmark
Gaffeltruckførercertifikat kræves til selvkørende gaffeltruck, gaffelstabler og andre redskaber, som har mekanisk løft af byrden langs den ene side af en lodret mast og har mekanisk kørsel. 
Der er to typer certifikater:
- A: Gaffelstabler, der kan betjenes gående (førerstangsgaffeltruck, evt. med ståplade).
- B: Gaffeltruck, som føreren skal stå eller sidde på. Certifikat type B gælder også som type A.

Gaffeltruckførercertifikat kræves ikke til gaffeltruck og gaffelstabler:
- Hvor løftehøjden højst er 1 meter.
- Hvor trucken altid er styret af skinner eller lignende, under, på siderne eller over apparatet, fx sporbundet plukketruck og reolstabler
- Som tilhører et skib og føres af dets besætning.

## Galleri
- Truck med tæppespyd
- Truck med klemmegafler
- Medbringertrucks på lastbil
- Løft af 40-fod container
- Løft af 20-fod container
- Rækketruck
- Traktor med påmonteret gaffelløfter